# الگاباس
الگاباس (به لاتین: Algabas) یک منطقهٔ مسکونی در قزاقستان است که در استان الماتی واقع شده‌است.